# Runnin' (Dying to Live)
«Runnin' (Dying to Live)» — посмертний сингл американського репера Тупака Шакура із саундтреку документального фільму «Тупак: Воскресіння». Приспів узято з «Dying to Live» Едґара Вінтера (альбом Edgar Winter's White Trash) і змінено для вищого тону композиції. Тупак Шакур і Біґґі Смоллз записали оригінал («Runnin' from tha Police») у 1994. Інтерв'ю останнього зроблено лише за кілька тижнів до його смерті.

## Відеокліп
Кліп містить інтерв'ю обох виконавців. Відеоверсія притлумлює всю ненормативну лексику, згадки про насилля й наркотики, навіть коментар Біґґі про стрільбу у двох поліцейських (радіо-версія цензурує лише лихослів'я, крім слова «bitch» у куплеті Тупака). Кліп містить кадри з реперами. Наприкінці виникає враження зниження гучності.

## Нагороди
«Runnin' (Dying to Live)» перемогла на 2005 ASCAP Rhythm & Soul Music Awards у категорії «Найкраща пісня із саундтреку».

## Список пісень
Європейський CD
| #  | Назва                                                                    | Автор                                                         | Продюсер(и) | Тривалість |
| -- | ------------------------------------------------------------------------ | ------------------------------------------------------------- | ----------- | ---------- |
| 1. | «Runnin' (Dying to Live)» (з участю The Notorious B.I.G.)                | К. Воллес, Е. Вінтер, Л. Ресто, М. Метерс, О. Гарві, Т. Шакур | Eminem      | 3:51       |
| 2. | «Still Ballin'» (Nitty remix) (з участю Trick Daddy)                     | Т. Шакур, Ф. Росс, Дж. Джексон, Ф. Піментел, М. Янґ           | Frank Nitti | 2:49       |
| 3. | «Runnin' (Dying to Live)» (Instrumental) (з участю The Notorious B.I.G.) | К. Воллес, Е. Вінтер, Л. Ресто, М. Метерс, О. Гарві, Т. Шакур | Eminem      | 3:56       |
| 4. | «Runnin' (Dying to Live)» (Video) (з участю The Notorious B.I.G.)        |                                                               |             | 3:56       |

## Чартові позиції
| Чарт (2003-2004)                          | Найвища позиція |
| ----------------------------------------- | --------------- |
| Австрія (Ö3 Austria Top 75)               | 19              |
| Бельгія (Ultratop Flanders)               | 30              |
| Бельгія (Ultratip Wallonia)               | 2               |
| Велика Британія (Official Charts Company) | 17              |
| Нідерланди (Mega Single Top 100)          | 13              |
| Нова Зеландія (RIANZ)                     | 8               |
| США (Billboard Hot 100)                   | 19              |
| США (Hot R&B/Hip-Hop Songs) (Billboard)   | 11              |
| США (Rap Songs) (Billboard)               | 5               |
| Франція (SNEP)                            | 28              |
| Швейцарія (Media Control AG)              | 9               |
| Швеція (Sverigetopplistan)                | 37              |